# Дремлюги
Дремлюги (укр. Дремлюги) — село,
Будильский сельский совет,
Лебединский район,
Сумская область,
Украина.
Код КОАТУУ — 5922981204. Население по переписи 2001 года составляло 11 человек .

## Географическое положение
Село Дремлюги находится между сёлами Гарбари и Будилка (1 км).
По селу протекает пересыхающий ручей.
Рядом проходит автомобильная дорога Т-1918.